# Campionato europeo dei piccoli stati femminile di pallavolo
Il campionato europeo dei piccoli stati femminile di pallavolo  è una competizione pallavolistica per squadre nazionali europee di stati con meno di un milione di abitanti, organizzata con cadenza annuale dalla CEVSCA.

## Edizioni
| Edizione      | Edizione      | Podio        | Podio              | Podio                    |
| Anno          | Organizzatore | Campione     | Seconda            | Terza                    |
| ------------- | ------------- | ------------ | ------------------ | ------------------------ |
| 2000 Dettagli | Malta         | Cipro        | San Marino         | Malta                    |
| 2002 Dettagli | Lussemburgo   | San Marino   | Cipro              | Lussemburgo              |
| 2004 Dettagli | Liechtenstein | Cipro        | Lussemburgo        | Liechtenstein            |
| 2007 Dettagli | Scozia        | Islanda      | Lussemburgo        | Cipro                    |
| 2009 Dettagli | Liechtenstein | Cipro        | San Marino         | Lussemburgo              |
| 2011 Dettagli | Lussemburgo   | Cipro        | San Marino         | Lussemburgo              |
| 2013 Dettagli | Malta         | Cipro        | San Marino         | Scozia                   |
| 2015 Dettagli | Liechtenstein | Cipro        | Scozia             | Lussemburgo              |
| 2017 Dettagli | Lussemburgo   | Islanda      | Lussemburgo        | Cipro                    |
| 2019 Dettagli | Lussemburgo   | Lussemburgo  | Scozia             | Fær Øer                  |
| 2022 Dettagli | Islanda Malta | Scozia Malta | Islanda San Marino | Fær Øer Irlanda del Nord |
| 2023 Dettagli | Lussemburgo   | Islanda      | Scozia             | Lussemburgo              |
| 2024 Dettagli | San Marino    | Scozia       | San Marino         | Irlanda                  |

## Medagliere
| Pos. | Squadra          | 1º posto | 2º posto | 3º posto | Totale |
| ---- | ---------------- | -------- | -------- | -------- | ------ |
| 1    | Cipro            | 6        | 1        | 2        | 9      |
| 2    | Islanda          | 3        | 1        | 0        | 4      |
| 3    | Scozia           | 2        | 3        | 1        | 6      |
| 4    | San Marino       | 1        | 6        | 0        | 7      |
| 5    | Lussemburgo      | 1        | 3        | 5        | 9      |
| 6    | Malta            | 1        | 0        | 1        | 2      |
| 7    | Fær Øer          | 0        | 0        | 2        | 2      |
| 8    | Irlanda          | 0        | 0        | 1        | 1      |
| 8    | Irlanda del Nord | 0        | 0        | 1        | 1      |
| 8    | Liechtenstein    | 0        | 0        | 1        | 1      |